# ۱۳۶۳ (قمری)
۱۳۶۳ (قمری)، هزار و سیصد و شصت و سومین سال در گاهشماری هجری قمری است. اول محرم این سال برابر با بیست و هشتم دسامبر سال ۱۹۴۳ میلادی است.